# Cirilo Álvarez Martínez
Cirilo Álvarez Martínez (Villahoz, província de Burgos, 9 de juliol de 1807-Madrid, 6 de novembre de 1878) va ser un polític i jurista espanyol.

## Biografia
Il·lustre advocat burgalès va ser diputat per Burgos a les Corts de 1843, 1853 i 1854, i ministre de Gracia i Justícia des d'agost fins a octubre de 1856 sota la presidència de Leopoldo O'Donnell, i Senador vitalici en 1858.
Tot i que no va participar en la revolució de 1868 fou escollit novament diputat per Burgos a les eleccions generals espanyoles de 1869. Amb la restauració borbònica va ser senador per Burgos i Madrid i senador per dret propi des de 1877. Cavaller de l'Orde del Toisó d'Or. Entre 1872 i 1878 Va ostentar la presidència del Tribunal Suprem i entre 1872 i 1873 la de la Reial Acadèmia de Jurisprudència i Legislació. En 1874 ingressà a la Reial Acadèmia de Ciències Morals i Polítiques.

## Obres
- Nociones fundamentales del derecho (1855)